# Carlos Augusto Viana
Carlos Augusto Pereira Viana (Fortaleza - 22 de março de 1955) é um poeta, ensaísta e jornalista brasileiro, ocupa a cadeira nº 3 da Academia Cearense de Letras.

## Biografia
Possui graduação em Comunicação Social pela Universidade Federal  do Ceará,  Mestrado Acadêmico em Letras pela Universidade Federal do Ceará e Doutorado em Educação (Núcleo de História e Memória da Educação, com tese sobre o poeta Antonio Girão Barroso)  pelo Programa de Pós-Graduação em Educação Brasileira da Universidade Federal do Ceará, 
Atualmente é professor Ajunto do Departamento de Letras da Universidade Estadual do Ceará. Tem experiência na área de Jornalismo Cultural e esportivo e em Letras, com ênfase em Literatura Brasileira.
Como jornalista, trabalhou por 30 anos, no Diário do Nordeste. É membro da Academia Cearense de Letras e foi vencedor do Prêmio Osmundo Pontes, na categoria poesia, pelo livro A Báscula do Desejo, em 2003. A obra poética Côdeas, foi vencedora do prêmio Unifor de Literatura e como premiação traduzido e apresentado como livro inédito de poesias no congresso nacional americano. Em 2018, concorreu ao prêmio Osmundo Pontes, na categoria ensaio, com o livro " A literatura Cearense através de ensaios". tendo sido vencedor.
É, também, membro da Academia de Letras e Artes do Nordeste - Núcleo Fortaleza e membro honorário da Academia Cearense de Médicos Escritores.
O poeta é filho de Carlos Alberto Vieira Viana e Maria Leirice Pereira Viana. Tem por companheira, desde 1986, a psicanalista e professora da UFC, Laéria Bezerra Fontenele.

## Obras
- Primavera Empalhada, (1982),[5]
- Inscrições dos Lábios, (2002),
- Drummond: A Insone Arquitetura, (2003),[6]
- A Báscula do Desejo, (2005),[7]
- Côdeas, (2007),
- A literatura Cearense através de ensaios (2018)